# تيسكيلوا (إلينوي)
تيسكيلوا (بالإنجليزية: Tiskilwa)‏ هي منطقة سكنية تقع في الولايات المتحدة في إلينوي. يقدر عدد سكانها بـ 829 نسمة .

## الموقع الجغرافي
الموقع الجغرافي للمناطق المحيطة بهذه النقطة هو كالتالي:

## أعلام
- تشارلز توري سيمبسون
- ارين جايلز